# Ourozeuktes owenii
Ourozeuktes owenii är en kräftdjursart som beskrevs av Milne Edwards 1840. Ourozeuktes owenii ingår i släktet Ourozeuktes och familjen Cymothoidae. Inga underarter finns listade i Catalogue of Life.